# Agata Zubel

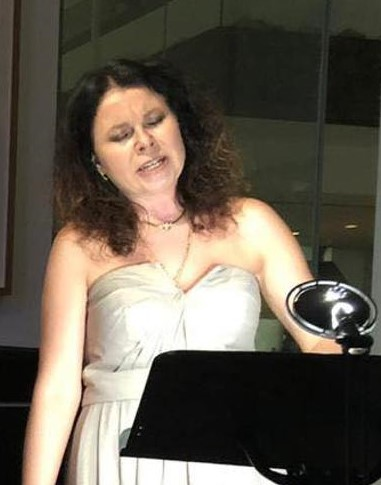
Agata Zubel

Agata Zubel (Wrocław, 1978) is een Pools componiste en zangeres.
Zubel is een alumna van Wrocławs Karol Szymanowski Hogeschool voor Muziek (percussie en muziektheorie) en van de Karol Lipiński Muziekacademie, waar ze compositie studeerde met Jan Wichrowski. Ze is lid van de jeugdafdeling van de Poolse Componistenunie en ontving een studiebeurs van het Poolse Ministerie voor Cultuur en Nationaal Erfgoed. Momenteel geeft ze les aan de Karol Lipiński Muziekacademie (doctoraat). In 2013 werd ze geëerd door de Internationale Tribune der Componisten van de Internationale Muziekraad voor de beste compositie voor Not I, een werk voor sopraan, instrumentaal ensemble en elektronica.

## Werkselectie
- Lumiere voor percussie (1997)
- Nocturne voor solo viool (1997)
- Three Miniatures voor piano (1998)
- Birthday voor gemengd a-capellakoor op tekst van Wisława Szymborska (1998)
- A Song about the End of the World voor stem, voordrager en instrumentaal ensemble op tekst van Czesław Miłosz (1998)
- Meditations voor gemengd a-capellakoor op tekst van Jan Twardowski (1999)
- Ragnatela voor fagot en strijkorkest (1999)
- Ludia and Fu voor solo gitaar (1999)
- Ballad voor stem, percussie en tape (1999)
- Photographs from an Album voor marimba en strijkorkest (2000)
- Trivellazione a percussione voor percussie (2000)
- Re-Cycle voor vijf percussionisten (2001)
- Lentille voor strijkorkest, stem en accordion, (2001)
- Symfonie Nr. 1 voor orkest (2002)
- Nelumbo voor vier marimbas (2003)
- Unisono I voor stem, percussie en computer (2003)
- Unisono II voor stem, accordion en computer (2003)
- Concerto grosso voor blokfluit, barok viool, clavecimbel en twee koren (2004)
- Stories voor stem en prepared piano (2004)
- Symfonie Nr. 2 voor 77 uitvoerders (2005)
- String Quartet Nr. 1 voor vier cellos en computer (2006)
- Maximum Load voor percussie en computer (2006)
- Cascando voor stem, fluit, klarinet, viool en cello (2007)
- nad Pieśniami [Of the Songs] voor sopraan (Mezzosopraan), cello Solo, gemengd koor en orkest, (2007)
- Between – opera/ballet voor stem, elektronica en dansers (2008)
- Symfonie Nr. 3 voor trumpet en symphonisch orkest, (2010)
- Aphorisms on Miłosz, (2011)
- where to voor sopraan en kamerensemble (2015)
- Fireworks (2018)